# Museu Nacional de Tóquio
O Museu Nacional de Tóquio (japonês: 東京国立博物館, Tōkyō Kokuritsu Hakubutsukan), o maior e mais antigo museu do Japão, foi fundado em 1872. Localiza-se no Parque Ueno, em Taito-ku, Tóquio.
Abriga mais de 110 mil objetos de valor arqueológico e artístico de várias eras da história japonesa e de outros países asiáticos, incluindo 87 pertencentes ao Tesouro Nacional Japonês e 610 classificados como propriedade cultural de importância.

## Edifícios de exibição
O museu é separado em cinco edifícios.

### Honkan
Honkan (japonês: 本館, galeria japonesa): visão geral da arte japonesa, com 24 salas de exibição. Contém peças de cerâmica, escultura, espadas, etc. desde 10,000 A.C. até o final do século XIX.

### Toyokan
Toyokan (japonês: 東洋館, galeria asiática): inaugurado em 1968. Consiste em 10 salas de exibição dedicadas a arqueologia asiática, incluído China, península coreana, sudeste asiático, Índia, Oriente Médio e Egito.

### Hyokeikan
Hyōkeikan (japonês: 表慶館): Inaugurado em 1909. Usado para exposições temporárias.

### Heiseikan
Heiseikan (japonês: 平成館): Apresenta peças de história japonesa, incluindo cerâmica, desde 10,000 A.C até os dias de hoje. Tem uma seção de arqueologia.

### Hōryū-ji Hōmotsukan
Hōryū-ji Hōmotsukan (japonês: 法隆寺宝物館) a galeria de tesouros (Hōryū-ji)

### Shiryōkan
Shiryōkan (japonês: 資料館, o centro de pesquisa e informação): criado em 1984. Possui livros, revistas, fotografias, etc.